# Agabus clypealis
Agabus clypealis är en skalbaggsart som först beskrevs av Thomson 1867.  Agabus clypealis ingår i släktet Agabus och familjen dykare. IUCN kategoriserar arten globalt som starkt hotad. Enligt den finländska rödlistan är arten sårbar i Finland. Enligt den svenska rödlistan är arten sårbar i Sverige. Arten förekommer på Öland. Arten har tidigare förekommit i Götaland men är numera lokalt utdöd. Artens livsmiljö är näringsfattiga sjöar. Inga underarter finns listade i Catalogue of Life.